# Saurauia tomentosa
Saurauia tomentosa là một loài thực vật có hoa trong họ Dương đào. Loài này được (Kunth) Spreng. miêu tả khoa học đầu tiên năm 1827.